# مدفئ ترتية

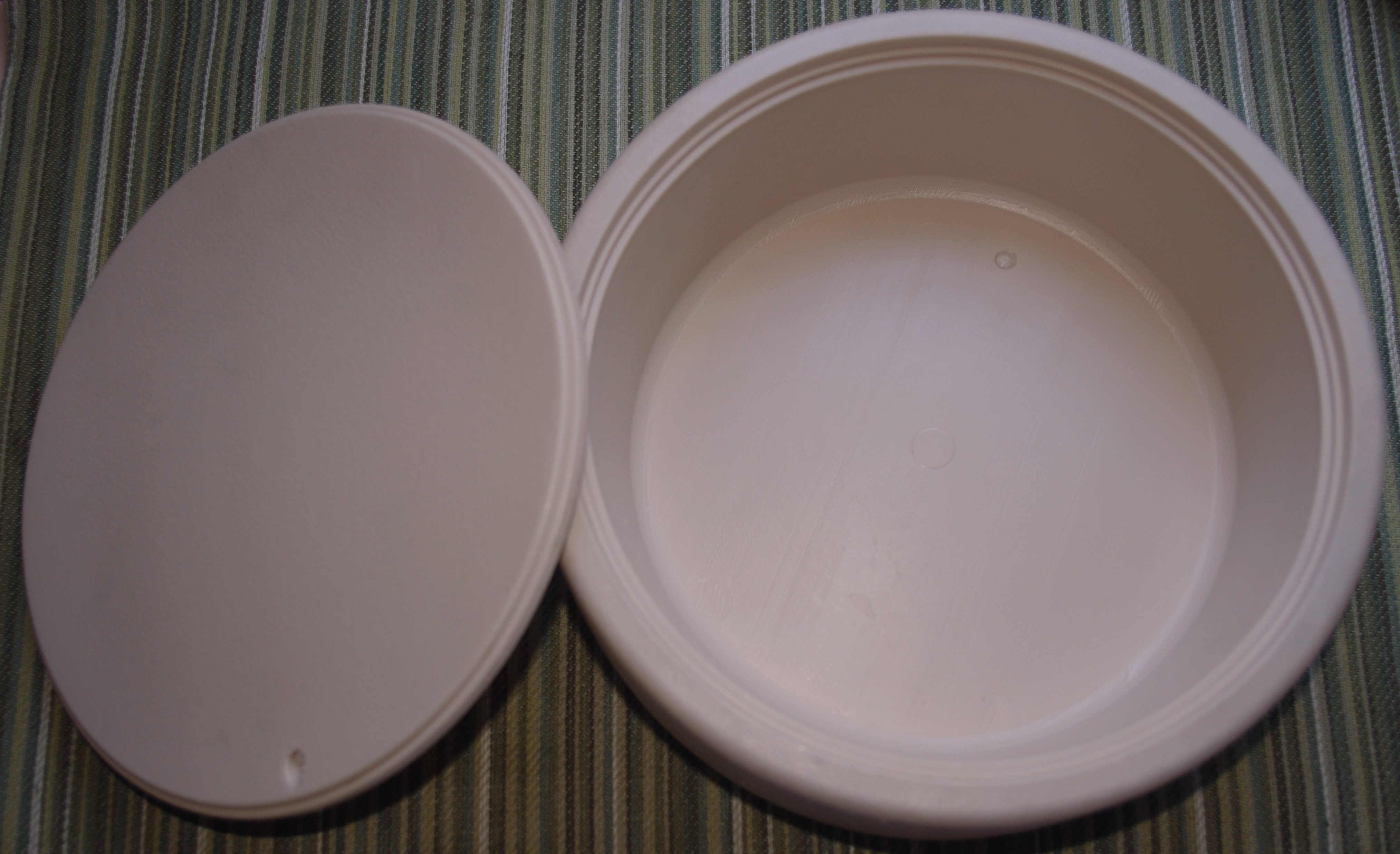
مدفئ مصنوع من اللدائن خاص بخبز التُّرتيَّة

مدفئ التُّرتيَّة هو نوع من الأوعية الدائرية الشكل التي تساعد علي إبقاء خبز التُّرتيَّة (نوع من الخبز المنتشر في العديد من بلدان أمريكا اللاتينية) دافئاً أثناء تناول الوجبة.
يُوضع خبز التُّرتيَّة في المدفئ الخاص، والذي غالباً ما يكون مبطّناً بقماش أو منديل ورقي خاص. تُصنع مدافئ التُّرتيَّة من الصلصال، والبلاستيك والستايروفوم (مادة بولي ستايرين)، وجميعها متاح وشائع الاستخدام في المطبخ المكسيكي، وغيرها من الثقافات المتأثرة بالمكسيك.